# 9A-91
9A-91は、ロシアで開発されたアサルトカービン。

## 概要
1980年代、ソビエト連邦のTsNIITochMash設計局は、特殊任務部隊向けとして弾薬および銃を総体として消音化した小銃ファミリーを開発した。これによって実用化された弾薬が9x39mm弾であり、これを使用するアサルトライフルがAS Val、狙撃銃がVSSであった。
しかし、これらの小銃で使用される9x39mm弾は7.62x39mm弾を元にして大口径・亜音速化して開発された少数生産の専用弾であり、特にコスト面での問題が大きかった。9x39mm弾の普及を図り生産数を増やす必要から1990年代前半、TsNIITochMash設計局は、この弾薬を使用する非消音型の小銃の開発に着手した。9A-91の開発は1992年より開始され、1994年より生産が開始された。なお、これと並行して1994年よりSR-3も開発されており、こちらは1996年より生産が開始された。
9A-91は優れた隠匿携行性と威力を両立させており、ロシア国内軍に採用されているほか、輸出用として5.45x39mm弾・5.56x45mm NATO弾・7.62x39mm弾を使用するバリエーションもラインナップに加えられている。また、9A-91を元に消音狙撃銃としてVSK-94が開発されたほか、KBP A-91においても、その内部構造が踏襲されている。
またアタッチメントも豊富で、ドブテイルマウントに対応した照準器はもちろん、RMB-93をベースにしたハンドガードと一体化されたアンダーバレルショットガンやGP-95というハンドガード一体化されたアンダーバレルグレネードランチャーなど特殊なものも存在する。サプレッサーにはB-3などのアダプタを取り付けることでフラッシュライトやレーザーサイトなどを取り付けることができる。

## 派生型

### A-9
9A-91の使用弾薬を9×19mm弾に変更したモデル。弾薬自体の大きさが大きく異なるのでマガジンキャッチの構造が変化している。

### A-7.62
9A-91の使用弾薬を7.62×25mm TT弾に変更したモデル。弾薬自体の大きさが大きく異なるのでマガジンキャッチの構造が変化している。

### 7.62A-91
9A-91の使用弾薬を7.62×39mm弾に変更した海外輸出向け使用。9A-91にデザインを似せた独自マガジンを使用する。銃身は9A-91よりも若干長い独自のものが備えられている。

### 5.45A-91
9A-91の使用弾薬を5.45×39mm弾に変更した海外輸出向け使用。9A-91にデザインを似せた独自マガジンを使用する。銃身は9A-91よりも若干長い独自のものが備えられている。

### 5.56A-91
9A-91の使用弾薬を5.56×45mm弾に変更した海外輸出向け使用。9A-91にデザインを似せた独自マガジンを使用する。銃身は9A-91よりも若干長い独自のものが備えられている。

### VSK-94
9A-91の銃床を木製の固定銃床に変更し、長いサプレッサーとPSO-1-1などの照準器を装着した狙撃仕様。また後期型では銃床はグリップと一体化した金属製のサムホールストックに変更された。VSSの廉価版として開発されたがサプレッサーが後付けなため消音性能はVSSには劣るとされている。また遮蔽物に隠れたまま正確に射撃できるようにする大掛かりなアダプタが存在する。

## 使用国
- ロシア
- ラオス[1]
- ベラルーシ
- キルギス
- モンゴル